# Campanha do Egito
A Campanha do Egito foi uma campanha militar realizada durante a Revolução Francesa e, por isso, deverá ser analisada no âmbito das Guerras da Revolução Francesa. Nesta campanha, os Franceses pretenderam ocupar o Egito para utilizarem este território como plataforma a partir de onde avançariam para a Índia, onde, com o apoio de forças locais, atacariam o domínio britânico daquela região. Nos dois primeiros anos (1798 e 1799), as forças militares francesas foram comandadas por Napoleão Bonaparte, que tinha defendido a realização desta expedição. Entre a França e o Egito fica a ilha de Malta, que foi conquistada pelos Franceses durante o trajeto. A campanha militar foi acompanhada de uma campanha científica, na qual participaram numerosos nomes dos meios académicos franceses, que foi um sucesso. A Pedra de Roseta foi encontrada durante esta campanha, permitindo, mais tarde, a decifração do Egípcio Hieroglífico por Jean-François Champollion. No entanto, em termos militares, "a campanha foi um desastre. Foi um desperdício de vidas, de dinheiro e de materiais. Não teve influência na balança do poder internacional ou na posição da marinha francesa no Mediterrâneo". No entanto, a Batalha das Pirâmides, o único sucesso francês na campanha, contribuiu para a reputação de Napoleão Bonaparte, contribuindo para a sua ascensão política.

## Antecedentes

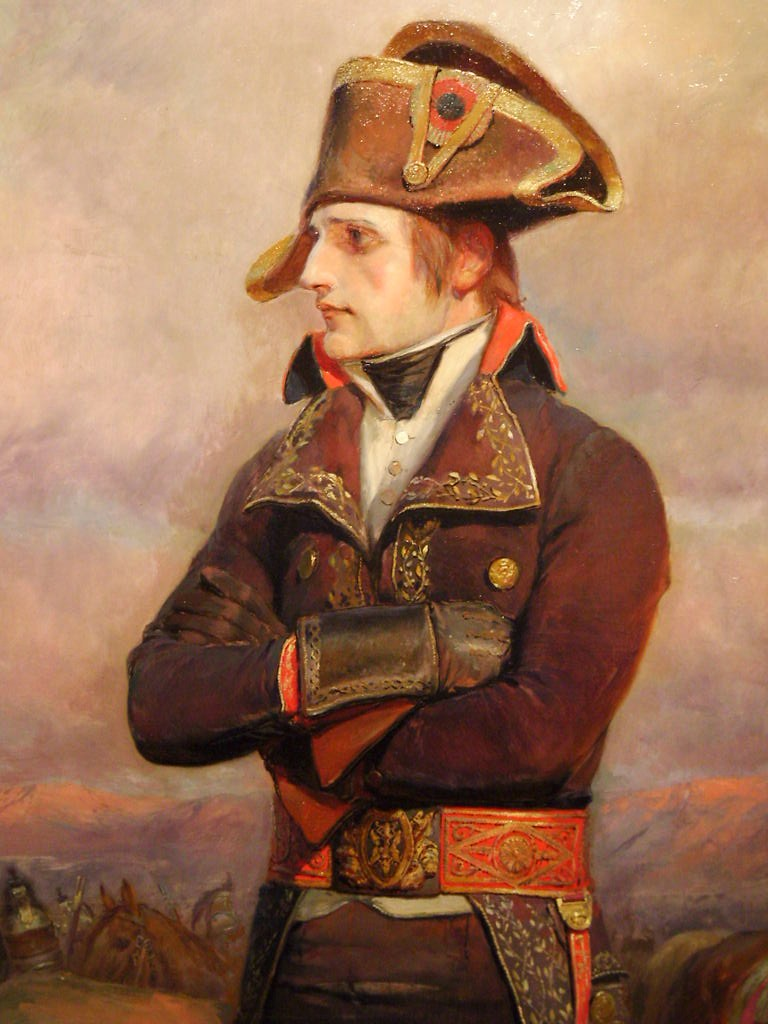
Napoleão Bonaparte durante a Primeira Campanha de Itália. Edouard Detaille (1848-1912).

Depois da assinatura do Tratado de Campoformio, que punha fim à Guerra da Primeira Coligação, o exército de Itália francês ficou a guarnecer a linha de postos avançados na nova fronteira com a Áustria, ao longo do Rio Ádige e a ocupar os territórios que tinham sido anexados pela França (Piemonte), bem como os da República Cisalpina, formação política criada por Napoleão e controlada pelos Franceses. O Imperador Francisco I da Áustria tinha aceite a paz com a França e, assim, o estado de guerra continuava apenas contra o Reino da Grã-Bretanha.
No dia 27 de outubro de 1797, Napoleão Bonaparte foi nomeado comandante do Exército de Inglaterra. Este exército, criado por decisão do Diretório, a 26 de outubro, teria por objetivo a invasão do Reino da Grã-Bretanha. Napoleão chegou a Paris (vindo de Itália) no dia 5 de dezembro e começou de imediato a tomar providências relativas à organização do seu novo exército. No entanto, depressa constatou que uma operação desta envergadura, que envolvia meios terrestres e navais, para ter possibilidades de êxito, necessitava de ser realizada com domínio do mar, o que não acontecia, pois o poder naval era claramente favorável à Inglaterra. No dia 23 de fevereiro de 1798, Napoleão enviou um relatório ao Diretório, a explicar porque não considerava possível a invasão da Grã-Bretanha pelas tropas francesas.
Charles-Maurice de Talleyrand-Périgord, ministro das "relações exteriores", propôs ao Diretório um projeto alternativo, também defendido por Napoleão: uma expedição para conquistar Malta e o Egito, com a finalidade de cortar as comunicações entre a Inglaterra e as suas possessões na Índia. Este não era um projeto novo, pois a França tinha proveitosos interesses comerciais com as populações costeiras da península dos Balcãs, Síria, Egito e ilhas do Mediterrâneo, e desde há muito tempo que as autoridades francesas consideravam o Egito um ponto estratégico na luta contra os interesses de outras potências na Índia e na Indonésia. Em 1790, os Franceses que habitavam no Egito eram muito poucos: vinte e nove no Cairo, dezoito em Alexandria e catorze em Roseta. O consulado francês tinha mudado do Cairo para Alexandria a fim de garantir o apoio dos navios franceses.
No dia 12 de abril de 1798, um decreto do Diretório criava o Exército do Oriente e nomeava Napoleão Bonaparte como comandante desse exército. Napoleão entendeu que essa seria para si uma excelente oportunidade e afirmou: «Tudo aqui está feito, não terei glória suficiente. Esta pequena Europa não a proporciona mais. É preciso ir ao Oriente, todas as grandes glórias vêm de lá». Para Napoleão, era uma oportunidade de encontrar a glória; para o Diretório, era uma forma de afastar aquele general, popular e ambicioso, e isso era importante numa época em que o poder em França se atingia por golpes de estado.

## O teatro de operações
As ações militares desenvolvidas por esta expedição realizaram-se em Malta, no Egito e na Síria. «Em fins do século XVIII, os boatos, as descrições que acerca das riquezas naturais do Egito e da Síria corriam, eram abundantes e sedutoras, pelo que o pensamento geral era fundar ali colónias e feitorias».

### Malta

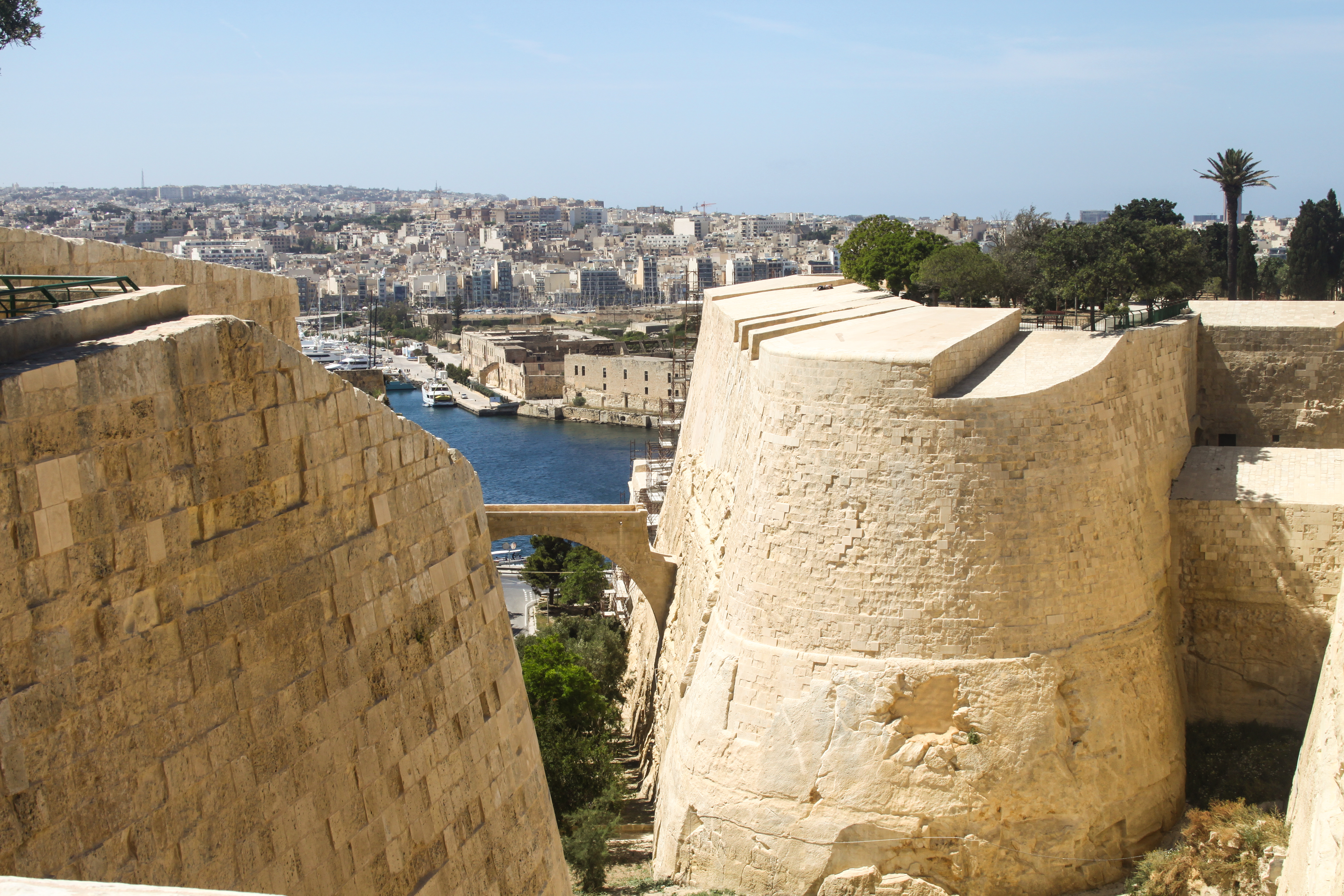
Muralhas da cidade de Valeta, Malta.

Malta é uma ilha do Mar Mediterrâneo situada a sul da Sicília. É a maior ilha de um arquipélago de vinte e uma, em que apenas três são habitadas. As restantes, pela sua dimensão, não reúnem condições para isso e algumas não são mais que ilhéus. A sua costa possui inúmeras baías e pontos favoráveis ao desembarque de tropas. Valeta (a capital) possuía então o melhor porto do Mediterrâneo.
A posse de Malta permite controlar o estreito da Sicília e, por isso, é importante do ponto de vista estratégico. Em 1798, a ilha estava sob domínio da Ordem dos Hospitalários (desde 1530). Embora a maior parte dos Cavaleiros fosse de origem francesa, eram profundamente hostis à Revolução e, em 1797, o governo francês tomou conhecimento, com algum alarme, de que a Rússia e a Áustria consideravam a possibilidade de se apoderarem desta ilha para usufruírem da sua posição estratégica e para impedirem a França revolucionária de o fazer. A ilha é rochosa e fortemente fortificada. Valeta, um bom porto de abrigo, estava protegida por muralhas e vários fortes.

### Egito
O Egito é um país árido. Basicamente, é um deserto atravessado, na direção Sul-Norte, pelo rio Nilo, o seu único rio. No território do Egito podem distinguir-se duas regiões distintas: o Baixo Egito, que compreende o delta do Nilo (normalmente designado apenas por “Delta”), e o Alto Egito, que compreende o vale do Nilo, desde o Delta até à fronteira com o Sudão. Fora do vale do Nilo, a maior parte do território egípcio é composto por desertos, em grande parte rochosos.
A maior parte do Egito tem um clima desértico, isto é, moderado ou quente durante o dia e frio durante a noite. A maior parte da precipitação verifica-se nas regiões costeiras. Para o interior, no deserto, as temperaturas podem atingir mais de 40 ºC. Trata-se, portanto, de um território onde não é fácil sobreviver longe do Nilo. Sendo este o seu único rio, é ao longo das suas margens e no Delta que encontramos a maior parte da vegetação e dos aglomerados urbanos. Por esta razão, é no Delta e ao longo do Nilo que se realizam a maior parte das operações militares destinadas a conquistar o Egito. O Nilo é um rio navegável em grande parte da sua extensão. Para quem parte da foz, encontra o primeiro obstáculo em Assuão, na Primeira Catarata, onde hoje se situa a antiga barragem de Assuão. Atendendo a que as forças francesas estavam dependentes do apoio que lhes chegava nas embarcações que circulavam no Nilo, compreende-se que as operações não se tenham estendido para sul de Assuão.

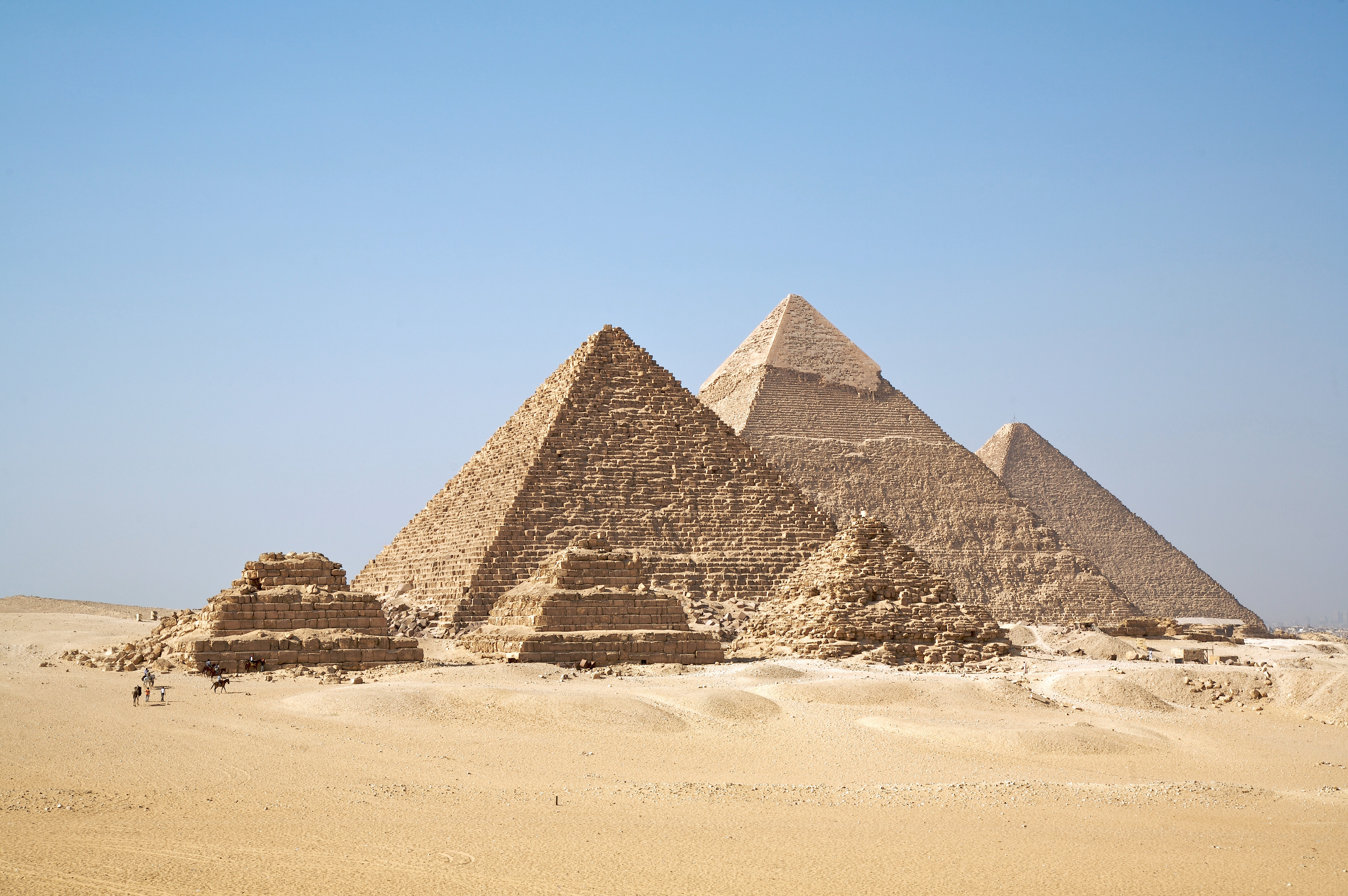
Pirâmides do vale de Gizé. A fotografia mostra o tipo de terreno em que as tropas francesas tiveram de atuar.

As principais cidades ou povoados do Egito situam-se no Delta ou no vale do Nilo. No Delta, na costa mediterrânica do Egito, os Franceses ocuparam Alexandria situada quase no extremo ocidental. Para Oriente, fica Abukir e a sua baía, Roseta e Damieta. Estes eram os portos de que Napoleão dispunha no Egito. No extremo sul do Delta fica a cidade do Cairo que, naquele tempo, só ocupava a margem oriental do rio. Na margem ocidental, um pouco mais a norte, encontram-se as pirâmides de Guizé. Ao longo do rio, quer no Delta quer no Alto Egito, existem várias povoações. Assuão foi a povoação mais a sul atingida pelos Franceses.
«Em fins do século XVIII, os boatos, as descrições que acerca das riquezas naturais do Egito e da Síria corriam, eram abundantes e sedutoras, pelo que o pensamento geral era fundar ali colónias e feitorias». Embora naquela época não houvesse o conhecimento do Egito que há hoje, aquele era um território cobiçado. Para isso contribuiu não só a imaginação das pessoas relativamente aos lugares exóticos, mas também as perspetivas que cresciam sobre as possibilidades de desenvolver o comércio com toda aquela região.
Em 1798 o Egito pertencia ao sultão otomano, isto é, fazia parte do Império Otomano. Na realidade, era governado com um elevado grau de autonomia por uma casta governante de Mamelucos, que pagavam ao sultão um tributo anual. O Egito não passava de um conjunto de feudos, cujos senhores (os Mamelucos) eram proprietários das melhores terras. O sultão mantinha no Cairo um vice-rei, o Paxá do Egito, mas a sua autoridade era mais simbólica que real. Os árabes eram parte importante da população e ocupavam posições relevantes, tanto no comércio como na agricultura.

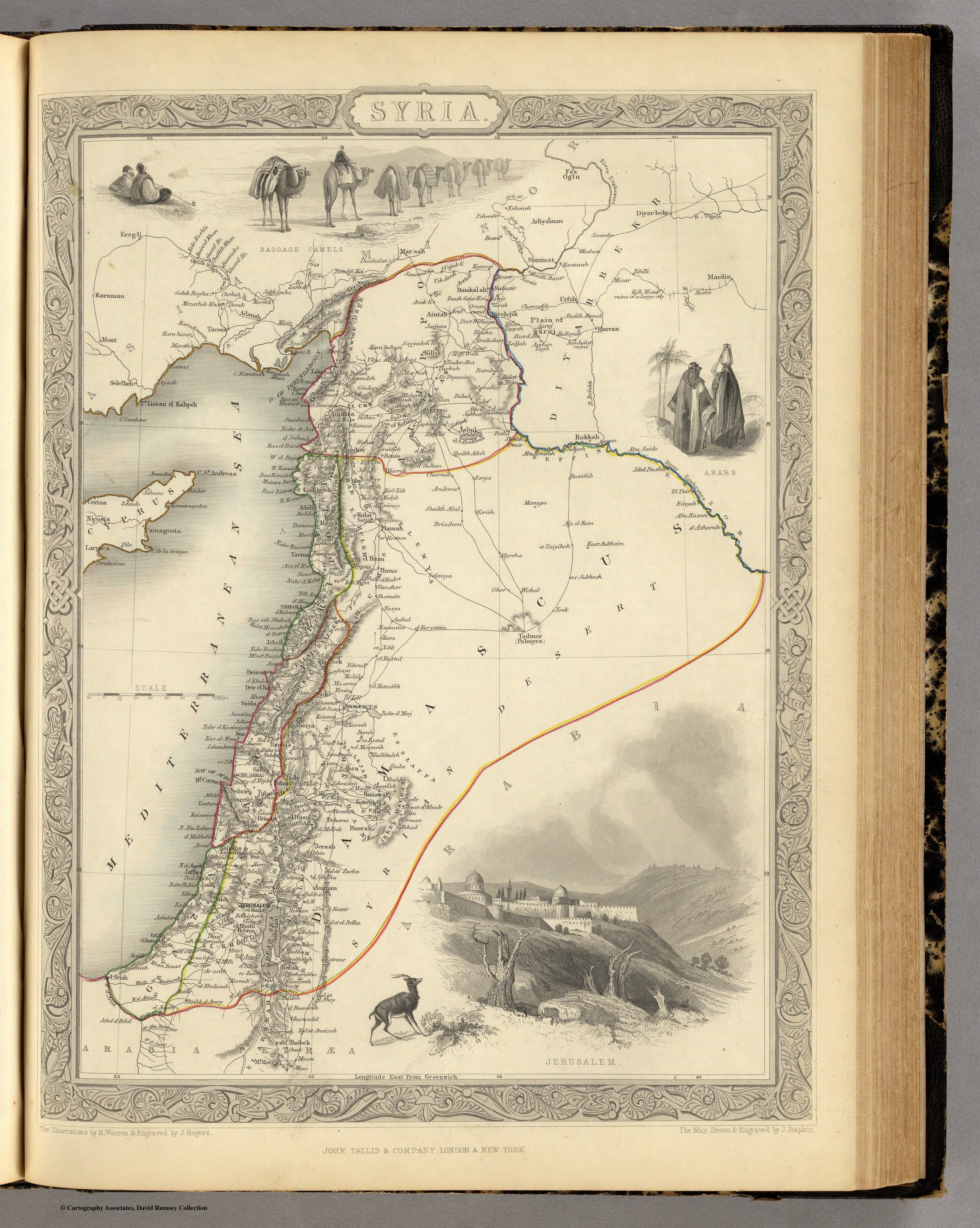
Mapa da Síria Otomana, datado de 1851, que mostra as províncias de Alepo, Damasco, Trípoli, Acre e Gaza.

### Síria
O território da Síria que foi percorrido pelas tropas francesas correspondia aos atuais territórios da Síria, Líbano, Israel, Faixa de Gaza, Cisjordânia e faixa costeira norte da Península do Sinai. É uma zona menos desértica que o Egito e dispõe de pequenos cursos de água ao longo do caminho, com exceção da Península do Sinai, zona desértica onde a água escasseia. Houve várias ações militares na Síria mas, as mais importantes foram em Acre e perto do Monte Tabor.
Acre é hoje uma cidade portuária no Estado de Israel, onde ainda existem as muralhas e a parte antiga que vem do tempo das Cruzadas. O Monte Tabor não foi o local da batalha mas a referência que lhe deu o nome. Esta região, que incluía Acre e o Monte Tabor, pertencia à administração de Damasco. Entre o Egito e Acre (o objetivo mais a Norte atingido pelos Franceses) encontram-se várias povoações que, na época, foram palco destes acontecimentos, em especial Alarixe, nas terras áridas do norte do Sinai, e Jafa, no atual território de Israel.

## As forças militares envolvidas

### O Exército do Oriente
Antes de ser publicado o decreto que criava o Exército do Oriente, Napoleão enviou ao Diretório, a 5 de março, um relatório em que apresentava uma estimativa das forças necessárias para a invasão do Egito. De acordo com essa estimativa, eram necessários 25 mil homens de infantaria, 3 mil de cavalaria, 60 bocas de fogo de artilharia de campanha e 40 de artilharia de cerco. Paul Guitry apresenta, no Volume I da sua obra, um documento elaborado pelo Payeur Général de l'Armée, datado de 6 de junho de 1798, que indica os fundos necessários para pagar um mês de soldo ao Exército do Oriente. De uma forma resumida, e de acordo com aquele documento, o Exército do Oriente era constituído por quase 32 500 homens, distribuídos da seguinte forma:
- Estado-Maior - 143 oficiais (incluindo Napoleão); O chefe do estado-maior era o General Louis-Alexandre Berthier;

- Infantaria Ligeira - 5 403 homens;

- Infantaria de Linha ou de Bataille, como lhe chamam os Franceses - 19 669 homens;

- Corpo de Guias (a pé e a cavalo) - 480 homens;

- Cavalaria - 2 810 homens, mas apenas 300 possuíam montadas; para os restantes, seriam requisitados cavalos no Egito;[13]

- Artilharia e Engenharia - 3 155 homens;

- Administração e Serviços - 787 homens.

Os navios transportavam 1 250 cavalos (apenas 300 se destinavam à cavalaria) e 170 peças de artilharia de campanha. Os efetivos de Infantaria estavam organizados em cinco divisões, sob o comando dos generais Louis Charles Antoine Desaix, Reynier, Kléber, Menou e Bon. A Cavalaria encontrava-se sob o comando do general Dumas. O General Dommartin era responsável pela Artilharia e o General Falga pela Engenharia. A maior parte das tropas foi recrutada no Exército de Itália. Outras vieram dos Exércitos da Alemanha.
Em 1800, já depois de Napoleão ter regressado a França, foi organizado um Corpo de Dromedários, que teria entre 120 e 200 elementos. Este corpo era adequado para perseguir forças árabes no deserto. Encontramos referências a este corpo na fase final da ocupação francesa do Egito, quando entrou em confronto com forças britânicas.

### A defesa de Malta
Em Malta existiam 332 cavaleiros da Ordem dos Hospitalários, 50 dos quais, devido à idade, se encontravam incapazes para qualquer serviço militar. As restantes forças, milícias, andariam à volta dos 17 000 homens. Esta era uma força de fraco valor militar.

### Os exércitos do Império Otomano
M'Gregor descreveu, em 1828, o que seria a força militar do Egito em 1798 e 1799:
«Toda a força militar do país encontrava-se nos bandos de Mamelucos que eram quem governava o território [...] Eles manobravam os seus cavalos com enorme destreza e estavam armados com carabinas de cano curto, capazes de descarregarem dez ou doze balas de uma vez, duas pistolas, uma maça e um sabre curvo que utilizavam em combate com uma habilidade espantosa.» Constituíam uma formação militar deslumbrante e os seus cavaleiros mostravam grande bravura mas também indisciplina.
É difícil enumerar as forças que os Franceses enfrentaram no Egito. Quando estudamos as batalhas, são-nos apresentados números diversos. De acordo com Digby Smith, no principal confronto verificado no Egito - a Batalha das Pirâmides - Napoleão enfrentou uma força que era formada por 6 mil Mamelucos e cerca de 54 mil Árabes, a maioria a cavalo, mas constituindo estes uma tropa irregular. James Marshall-Cornwall contabiliza 17 mil Mamelucos dos quais 5 mil formavam a cavalaria e 12 mil a infantaria. São números muito díspares mas pode-se, pelo menos, concluir que a cavalaria era em número superior à dos Franceses. O mesmo se passou na Síria, onde Napoleão enfrentou forças locais e de origem turca. Por vezes, os relatórios franceses exageravam os números do inimigo, para enaltecerem a vitória ou justificarem a derrota. Este facto também não ajuda a chegar a conclusões mais precisas. Robert Harvey afirma que, num dos seus despachos, Napoleão descreveu que os Mamelucos tinham uma força de 78 mil homens.

## A Comissão das Ciências e das Artes
A Comissão das Ciências e das Artes era um corpo de 167 cientistas, técnicos e artistas, formado a 16 de março de 1798. Destes, 154 acompanharam Napoleão ao Egito. A presidência da Comissão foi confiada ao General Maximilien de Caffarelli du Falga, filósofo e soldado, membro do Institut National, encarregado de reunir todo o material que seria transportado para o Egito. Monge e Berthollet formavam o núcleo desta comissão. Mais de metade eram engenheiros e técnicos:

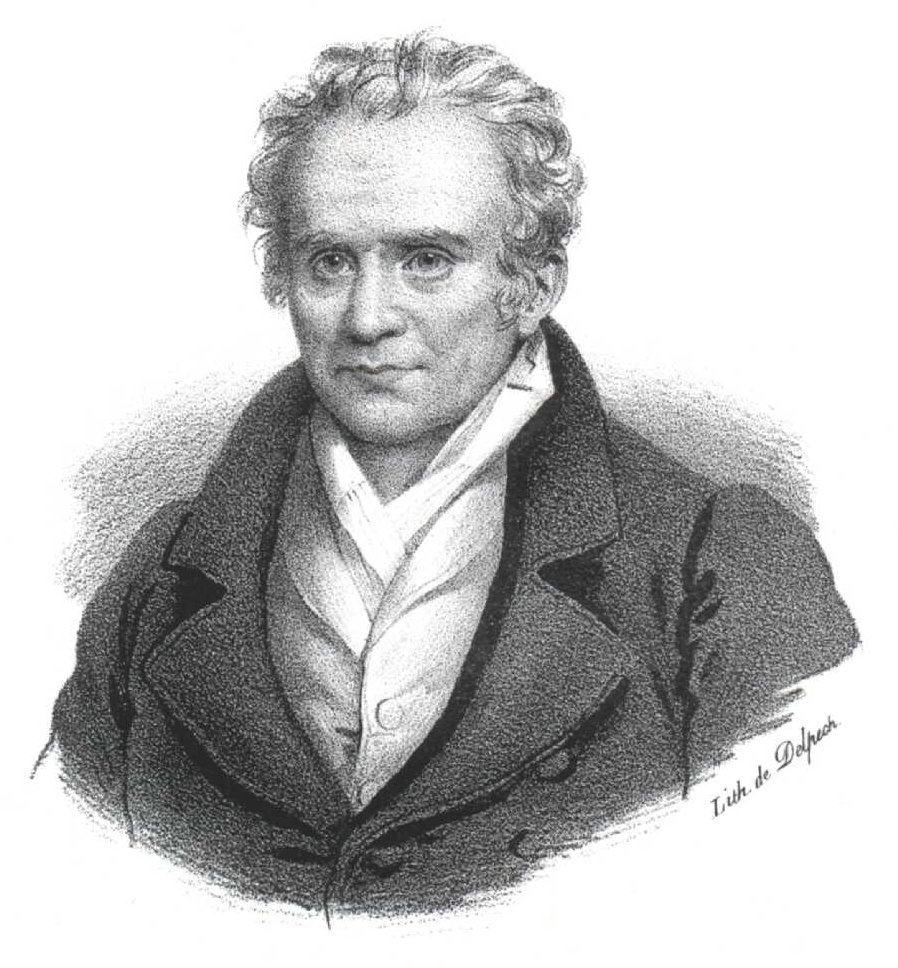
Gaspard Monge, uma das principais personalidades científicas que acompanharam a expedição francesa ao Egito.

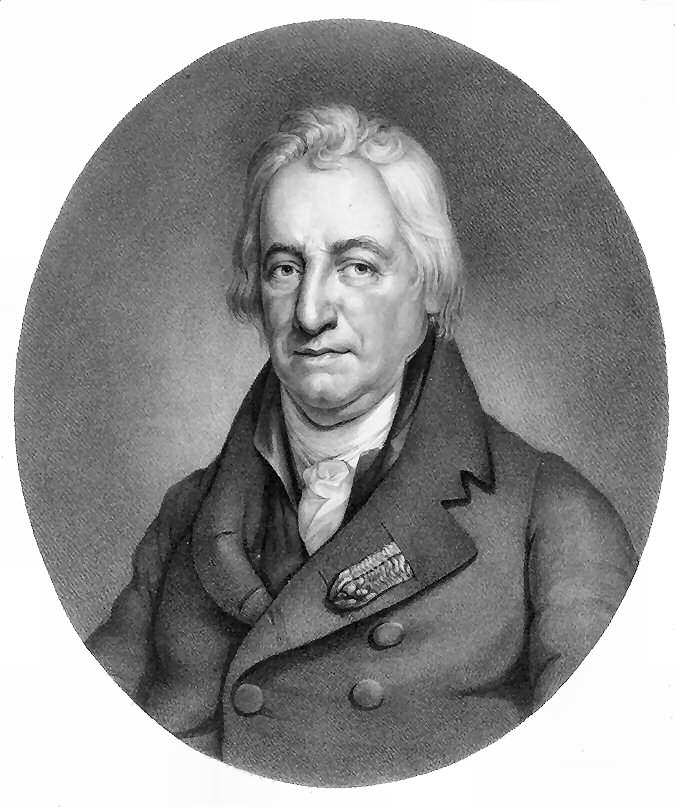
Claude Louis Berthollet, o famoso químico francês que também acompanhou a expedição francesa.

4 matemáticos;
4 astrónomos;
4 arquitectos;
4 economistas;
3 antiquários;
9 desenhadores, gravadores, escultores e músicos;
7 médicos e cirurgiões;
4 farmacêuticos;
6 botânicos e zoólogos;
4 mineralogistas e engenheiros de minas;
5 químicos;
15 engenheiros geógrafos;
27 engenheiros de pontes e estradas;
6 engenheiros navais;
16 mecânicos;
9 orientalistas e intérpretes;
3 escritores;
24 tipógrafos munidos de caracteres latinos, gregos e árabes.

## Os planos franceses
Em janeiro de 1797, quando ainda decorria a Primeira Campanha de Napoleão em Itália, Talleyrand argumentou que o Egito seria a colónia perfeita para a França, pois estava muito mais próximo que as Índias Ocidentais. Um mês mais tarde, Napoleão apoiava esta ideia, mas explicitava que o objectivo da ocupação do Egito era a destruição da Inglaterra. Durante o Verão de 1797, em Itália, Napoleão rodeou-se de tudo o que encontrou escrito sobre o Egito e, a 16 de agosto, escreveu ao Diretório, defendendo a conquista do Egito para derrotar a Inglaterra.
A França era, desde 1536, aliada do sultão otomano, o soberano titular do Egito. Napoleão pretendia que Talleyrand fosse a Constantinopla com a missão de persuadir o Sultão a apoiar a invasão francesa do Egito, com a finalidade de fazer com que este território, que era na realidade governado com grande autonomia pelos Mamelucos, voltasse ao verdadeiro controlo do soberano turco. Na realidade, o que a República Francesa pretendia era substituir as possessões perdidas na América, por novas colónias no Oriente. E, nos argumentos apresentados para justificar a conquista do Egito, procuravam-se razões aparentemente altruístas: «O Egito foi uma província da República Romana, é necessário que se torne da República Francesa. A conquista dos Romanos foi a época de decadência deste belo país, a conquista pelos Franceses será a da sua prosperidade.»
A decisão final para invadir o Egito foi tomada numa reunião do Diretório, a 1 e 2 de março de 1798. De acordo com as instruções de 12 de abril desse ano, a conquista do Egito previa um objectivo ulterior: destruir o poder crescente da Inglaterra na Índia. O Egito seria utilizado como uma plataforma de onde se iniciaria o avanço para Oriente «antecipando em cerca de meio século a convicção de que o istmo de Suez era a verdadeira via de comunicação entre a Europa e a Ásia». Previa-se estabelecer uma aliança com o Sultão Tipu do Reino de Mysore, para expulsar os Ingleses da Índia. Neste ano de 1798, os Ingleses desencadearam uma ofensiva contra aquele reino e, nos principais combates, as forças inglesas foram comandadas pelo Tenente-coronel Arthur Wellesley. Para apoiar as operações militares na Índia, os Franceses dispunham, no Oceano Índico, da Ilha Maurícia. Ao embarcar, Napoleão levava na sua bagagem um conjunto de mapas e a obra de James Rennell Bengal Atlas containing maps of the theatre of war and commerce on that side of Hindoostan que tinha sido publicada em 1781.
A expedição do Egito implicava, para os Franceses, manterem uma linha de comunicações através do Mediterrâneo. Para este objectivo, Valeta era um porto importante para os Franceses, mas também para outras potências. Por esta razão, as ambições do Czar da Rússia e a nomeação de um Austríaco para o cargo de Grão-Mestre da Ordem ali sediada, ditaram a decisão dos Franceses, de ocuparem a ilha de Malta. Por um lado, os Britânicos perderiam um excelente porto de apoio à sua armada no Mediterrâneo e, por outro, os Franceses teriam facilitada a sua tarefa de manter a linha de comunicações entre o Egito e o Sul de França. A 13 de setembro, numa carta dirigida a Talleyrand, Napoleão escrevia: «Porque é que não nos apoderamos da ilha de Malta? Com a ilha de Saint-Pierre que nos foi cedida pelo rei da Sardenha, Malta, Corfou, etc., nós seremos donos de todo o Mediterrâneo».
No dia 12 de abril de 1798, Napoleão recebeu do Diretório instruções secretas para, depois de ter conquistado o Egito, «expulsar os Ingleses de todas as suas posições do Oriente onde ele conseguisse chegar e, nomeadamente, destruir todos os estabelecimentos comerciais que os Ingleses mantivessem no Mar Vermelho ... cortar o istmo de Suez ... assegurar a livre e exclusiva posse do Mar Vermelho à República Francesa.» O Egito, desta forma, não era mais que uma etapa de uma estratégia ambiciosa.

## A campanha

### Os preparativos
A expedição foi organizada em Toulon. A preparação da expedição não foi mantida em segredo, nem tal seria possível. O The Times deu notícias desta actividade, mas o destino da expedição não foi revelado. Aquele periódico londrino deduzia que as forças em preparação se destinavam à invasão do reino de Nápoles ou da Sicília. Os Britânicos não quiseram acreditar que um exército inteiro, comandado pelo melhor general da República, fosse enviado para um teatro de operações secundário, onde não tinha senão interesses indirectos. Aos sábios e artistas foi indicado que o destino final era a Itália. O verdadeiro objectivo da expedição foi, pois, ignorado pela quase totalidade dos participantes e só alguns dos oficiais mais graduados tinham conhecimento dos planos. Napoleão explicou aos seus homens que eles formavam a ala esquerda do Exército de Inglaterra. O verdadeiro destino da expedição só foi conhecido no último momento. «Não existiam 40 pessoas na expedição que tivessem conhecimento da rota que iam seguir» afirmou o General Kléber nos seus Carnets.
Para a expedição foram requisitados todos os navios de comércio disponíveis em diversos portos do Mediterrâneo. A organização de uma frota com cerca de 300 navios foi um trabalho notável. Para além de todo o pessoal e material, rebanhos inteiros foram embarcados, para alimentar tanta gente. Foram feitas previsões de comida e água potável para dois meses. No entanto, houve graves falhas de planeamento. Napoleão (e o seu estado-maior) não preparou o Exército do Oriente para penetrar centenas de quilómetros num território hostil e desconhecido, ignorando os perigos, o inimigo, o terreno e o clima. Neste último caso, o exército não se preparou para suportar um calor intenso e falta de água. Tudo foi planeado como se o exército conseguisse abastecer-se no território e movimentar-se facilmente no deserto, tal como acontecia na Europa. Napoleão não equipou as suas tropas com cantis e esta omissão iria custar muitas vidas.
As falhas registadas não ficaram a dever-se à falta de recursos. Napoleão dispôs do apoio necessário, tanto em recursos humanos como materiais ou financeiros. Por exemplo, no que respeita aos serviços de saúde, o Exército do Oriente, dispunha de 168 oficiais de saúde, dos quais uma centena eram cirurgiões, e 150 de outros técnicos dos hospitais e lazaretos. Os recursos materiais (instrumentos de cirurgia, materiais para curativos, macas, medicamentos, etc.) foram distribuídos por diferentes veleiros da frota, principalmente por três navios-hospitais. Antes do embarque, os homens eram inspeccionados, para rejeitar os portadores de doenças.

### A viagem

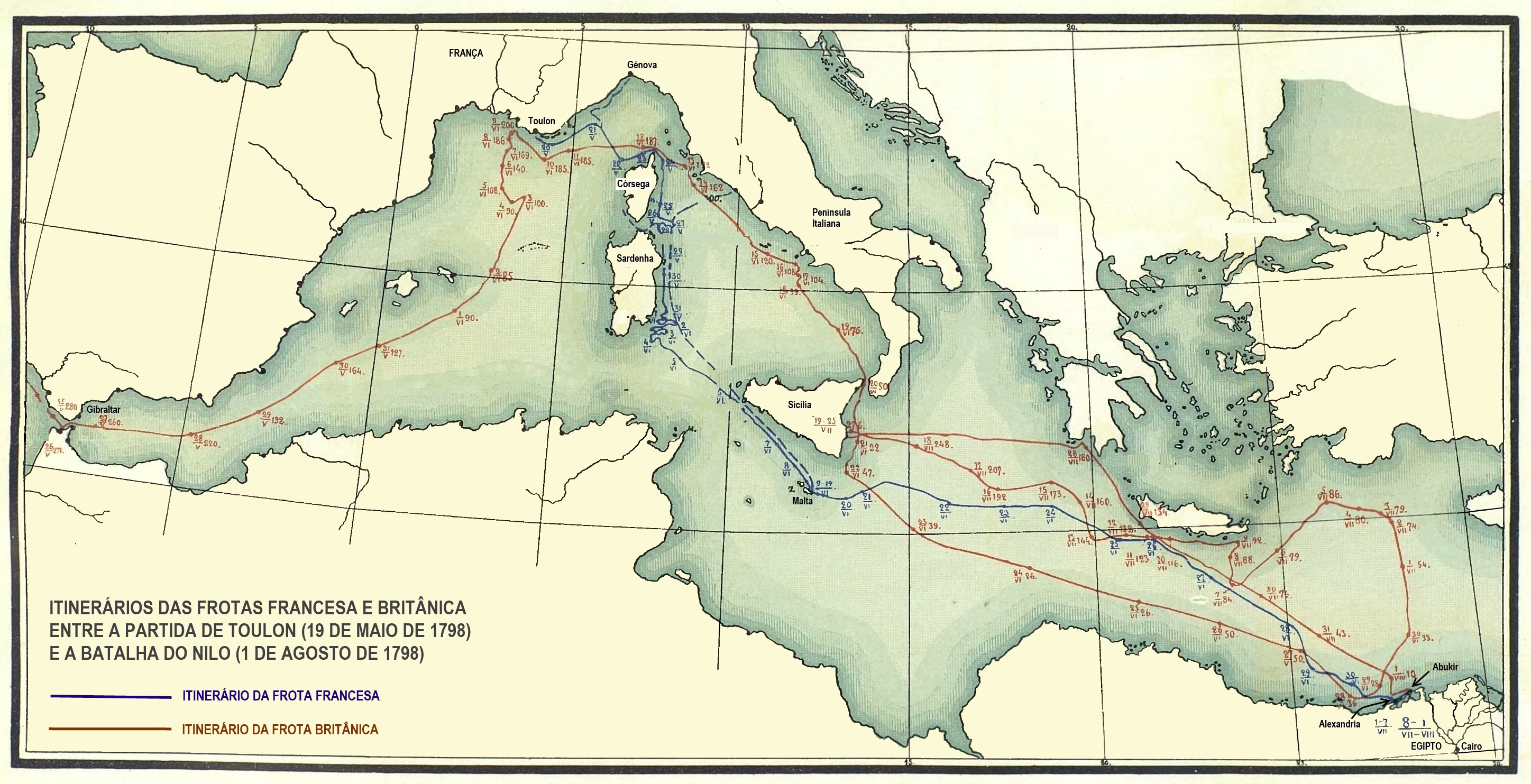
Mapa com os itinerários das frotas britânica e francesa. Os números indicam as datas em cada posição assinalada.

A viagem da esquadra principal teve início em Toulon, a 19 de maio. A expedição partiu em quatro esquadras separadas. As outras três partiram de Génova, Ajaccio e Civitavecchia. Ao todo eram cerca de 300 navios de transporte, escoltados por catorze navios de linha e treze fragatas, sob o comando do Vice-Almirante Bruyes. Napoleão encontrava-se no navio almirante, l'Orient. No caminho, acolheram os navios com tropas vindos de Génova, da Córsega e de Civitavecchia.
A viagem até Alexandria demorou seis semanas. Se a frota fosse atacada no mar dar-se-ia uma catástrofe, pois não era fácil manter agrupados todos aqueles navios, que navegavam a velocidades diferentes. A esquadra britânica, sob o comando de Horatio Nelson, encontrava-se ao largo de Toulon quando, no dia 17 de maio, foi dispersa por uma tempestade. As esquadras britânica e francesa não se encontraram durante a viagem até ao Egito, em parte devido às condições atmosféricas, embora quase se cruzassem nas noites de 22 para 23 e 26 para 27 de junho. Nelson chegou a Alexandria primeiro que os Franceses, mas foi obrigado a partir antes mesmo de eles ali chegarem, para se reabastecer na Sicília. Este facto viria permitir a Napoleão desembarcar as suas tropas sem ser incomodado pelos Britânicos.
Os capitães de alguns navios de transporte, requisitados contra sua vontade, tentavam fugir durante a noite mas uma fragata era então destacada para os reconduzir à frota e, por vezes, era necessário intimidá-los com alguns tiros de canhão. As tropas, amontoadas a bordo, sofreram com o desconforto das condições em que se encontravam, e estas pioraram com algumas tempestades que apanharam no caminho. Os alimentos deterioraram-se rapidamente e Malta não tinha condições para abastecer uma força tão numerosa.

### A conquista de Malta

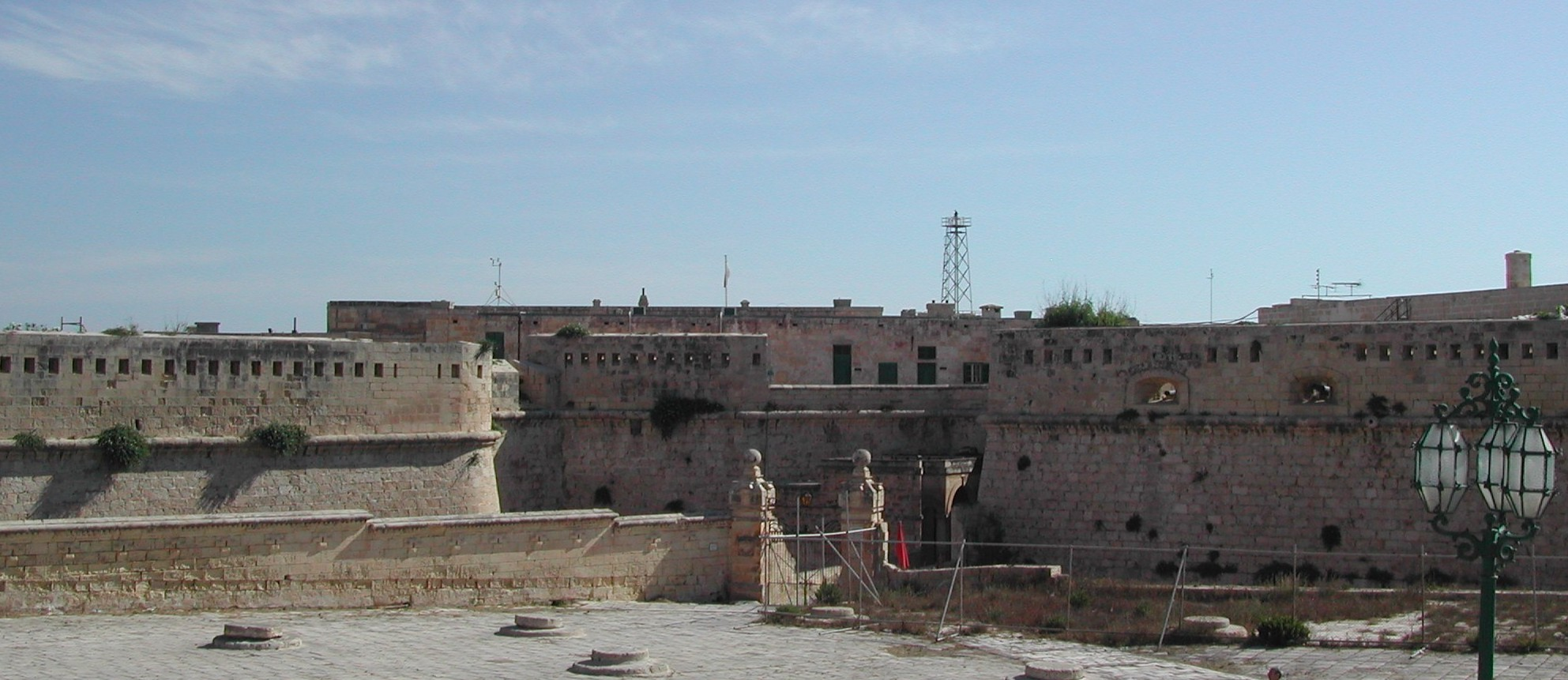
Fortificações de Valeta; forte de Santo Elmo.

Os Franceses chegaram a Malta no dia 9 de junho. No dia seguinte, grupos de desembarque chegaram a vários pontos da costa e convergiram em direção a Valeta. A resistência foi apenas simbólica e o Grão-mestre pediu um cessar-fogo. No dia 11 de junho, Napoleão enviou dois negociadores. A acta de rendição foi assinada a bordo do l'Orient, no dia 12 de junho. As ilhas de Malta, Gozo e Comino foram anexadas à República Francesa. A maior parte dos cavaleiros teve três dias para abandonar os lugares que ocupava, mas cerca de 40 franceses, com menos de 26 anos, foram incorporados no Exército do Oriente. Ao Grão-mestre foram prometidas compensações financeiras e um principado na Alemanha. Napoleão ficou instalado no palácio do Grão-mestre, em Valeta.
Os Franceses mantiveram-se na ilha durante mais seis dias. Durante este tempo, Napoleão reorganizou a administração e a economia da ilha, como uma dependência francesa. Partiu no dia 19 de junho, deixando em Malta uma guarnição de 4 000 homens, sob o comando do General Claude-Henri Belgrand de Vaubois, mas levou consigo uma Legião Maltesa com cerca de 2 mil homens e várias centenas de antigos escravos muçulmanos, para servirem de propaganda no Egito. [...] A frota francesa partiu de Malta no dia 18 de junho.

### A conquista do Egito
A conquista do Egito pelos Franceses começou no dia 1 de julho de 1798, quando as forças do Exército do Oriente começaram a desembarcar na enseada de Marabout, cerca de 15 Km a oeste de Alexandria. Napoleão desembarcou também nesse dia. Quando estavam desembarcados os primeiros cinco mil homens, apenas tropas de infantaria, sem comida e sem água, Napoleão ordenou a marcha sobre Alexandria, que foi conquistada no dia seguinte, perto do meio-dia. Após a batalha pela conquista desta cidade, Napoleão publicou uma proclamação aos Egípcios, na qual lhes garantia a continuidade do sistema de justiça e da liberdade de religião. Os antigos prisioneiros muçulmanos de Malta foram encarregues de difundir a proclamação.

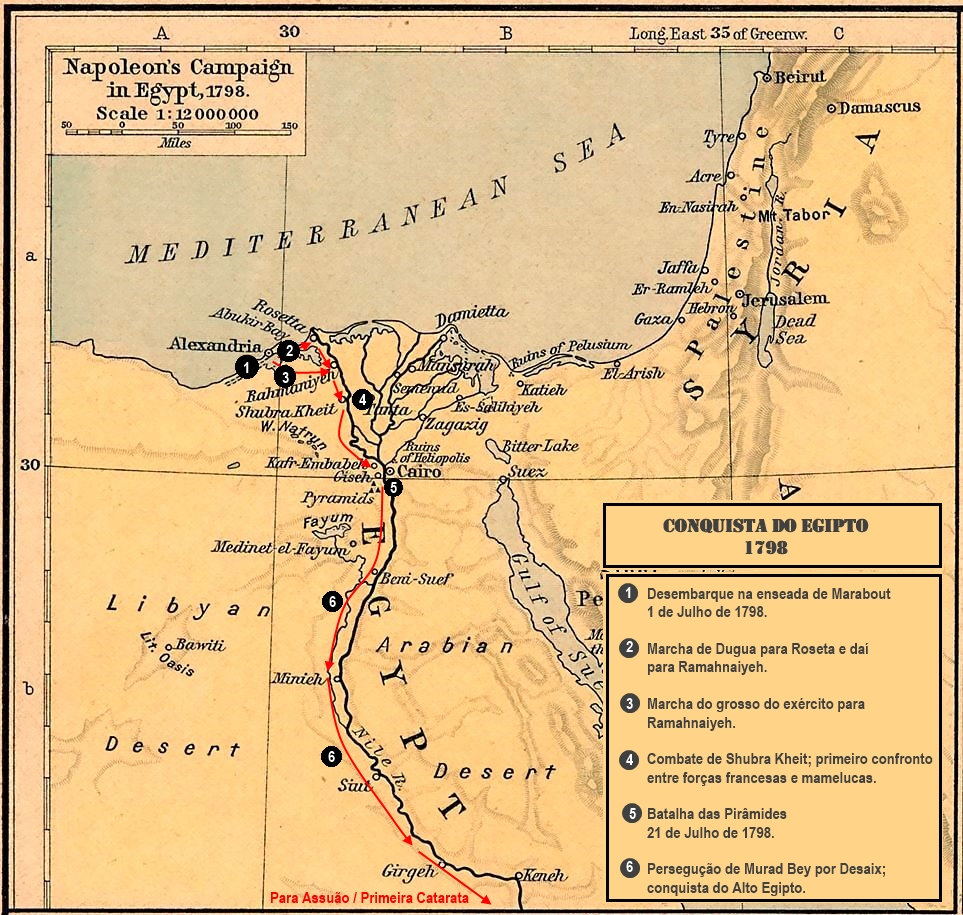
Principais movimentos e batalhas na conquista do Egito (1798) pelo exército francês.

No ataque a Alexandria foram feridos os generais Kléber e Menou, embora sem gravidade. Estes oficiais ficaram a comandar as guarnições francesas colocadas em Alexandria e Roseta, respectivamente. O comando das suas divisões foi entregue aos generais Charles Dugua e Honoré Vial. A próxima etapa era a conquista do Cairo. Para evitar a passagem de todo o exército em terrenos onde não tinha espaço para manobrar, Napoleão decidiu marchar em duas colunas, de Alexandria até Rahmaneya, na margem esquerda do Nilo, e daí para o Cairo. Uma coluna formada pelas divisões de infantaria de Desaix, Reynier, Vial e Bon, mais um corpo de 300 cavaleiros, seguiu em direção a Damanhour e, daí, para Rahmaneya. Foi uma viagem muito dura, devido ao terreno arenoso, à falta de água, aos uniformes impróprios para aquele clima e à constante ameaça dos Beduínos sobre qualquer um que se separasse da força em que seguia. Houve combates em Damanhour. Dugua seguiu para Roseta com a sua divisão, os elementos de cavalaria que não tinham montadas e toda a artilharia. A coluna de Dugua era acompanhada por uma flotilha de embarcações, em que foram instaladas bocas-de-fogo de artilharia e que assegurava o transporte de bagagens e muitos equipamentos. As duas colunas reuniram-se em Rahmaneya, a 12 de julho.
Em Rahmaneya, Napoleão teve conhecimento de que uma força de Mamelucos, formada por um corpo de cavalaria com cerca 5 mil homens, sob o comando de Murade Bei, se encontrava em Chobrakit. Assim que a divisão de Dugua se aproximou de Rahmaneya, Napoleão avançou ao encontro das tropas mamelucas. O confronto deu-se no dia seguinte e, embora não fosse uma batalha importante, deixou demonstrada a superioridade da força francesa, no que respeitava a poder de fogo e disciplina. A superioridade do elemento fogo, dos Franceses, bem como da sua disciplina em combate, sobrepôs-se à superioridade dos elementos choque e movimento, dos Mamelucos (Ver o artigo Elementos Essenciais do Combate).

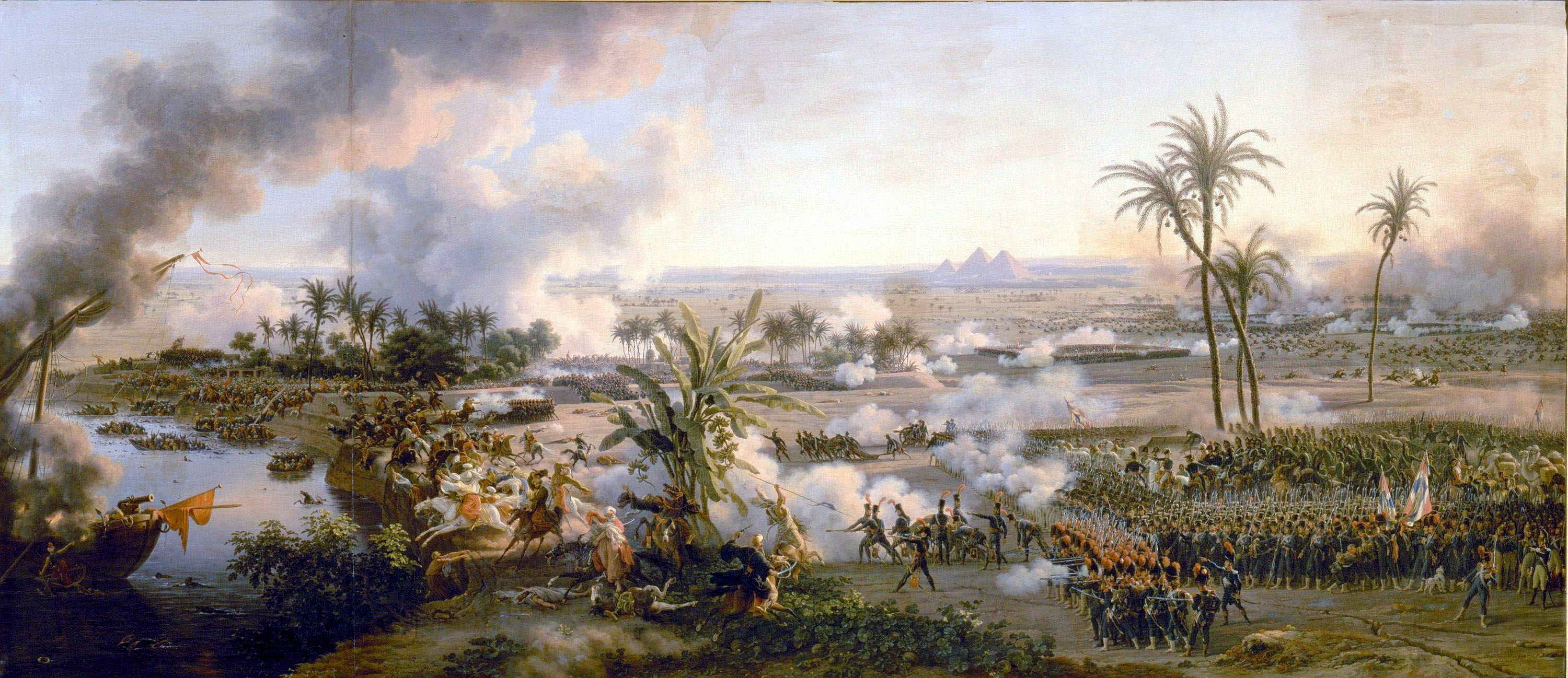
Batalha das Pirâmides; óleo sobre tela de Louis-François Baron Lejeune, 1808, Musée National des Châteaux de Versailles.

No dia a seguir à vitória sobre os Mamelucos em Chobrakit, a 13 de julho, Napoleão marchou em direção ao Cairo. As forças egípcias estavam divididas em dois corpos: um sob o comando de Ibraim Bei, no Cairo e arredores; outro sob o comando de Murade Bei, na margem esquerda do Nilo, na planície entre Guizé e Imbaba. Foi com esta força que os Franceses se defrontaram, no dia 21 de julho, naquela que ficou conhecida como a Batalha das Pirâmides. Ao fim do dia, o exército de Murade Bei estava em fuga para o Alto Egito e o de Ibraim Bei em direção ao istmo de Suez. No dia 22 uma força militar francesa entrava no Cairo. Napoleão entrou na cidade a 24 de julho.

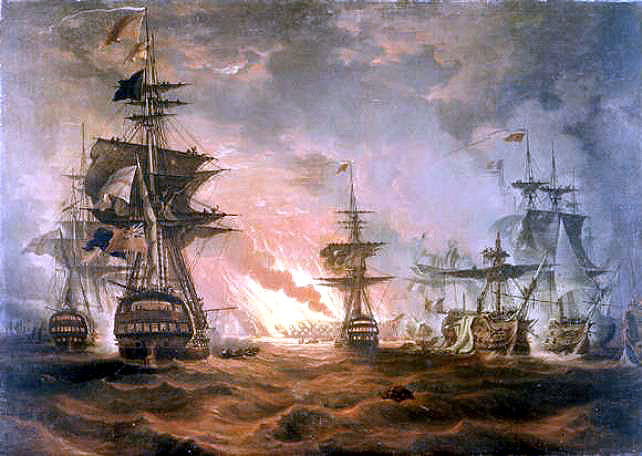
Com a Batalha do Nilo (também chamada Batalha Naval de Abukir) os Franceses perderam a maior parte da frota que garantia a sua linha de comunicações com o Sul de França.

O Egito ainda não estava conquistado. Apenas a região do Delta tinha caído em poder dos Franceses. Sem dúvida a mais importante, mas o Alto Egito abrigava as forças ainda muito consideráveis de Murade Bei. O General Desaix foi encarregue de perseguir e neutralizar ou destruir as forças de Murade Bei. A perseguição estendeu-se até onde o Nilo era navegável, isto é, até à Primeira Catarata. Registaram-se vários combates e Murade Bei foi obrigado a uma fuga constante das tropas francesas. O seu exército acabou, em grande parte, por ser disperso e, pelo menos durante algum tempo, não constituiu um perigo apreciável para o domínio francês.
No entanto, os Franceses não tiveram apenas de enfrentar os exércitos de Murade Bei e Ibraim Bei. A frota britânica, sob o comando de Horatio Nelson, surpreendeu os Franceses em Aboukir. A batalha naval que se seguiu, a 1 de agosto, ficou conhecida como Batalha do Nilo e o resultado foi a destruição de grande parte da frota francesa. O Exército do Oriente ficou encurralado no Egito, pois os Franceses perderam a capacidade de manter a linha de comunicações com o Sul de França. Por outro lado, as relações entre a França e o Império Otomano estavam, há muito, deterioradas. A invasão do Egito foi a gota de água que levou o Sultão a aproximar-se dos Britânicos e a declarar guerra à França, a 2 de setembro de 1798. Neste sentido, começou a ser preparado um exército na Síria, que tinha como destino o Egito e como objectivo repor a soberania otomana. Para além da declaração de guerra, houve um apelo à guerra santa, que mobilizou muitos árabes em apoio dos Egípcios e provocou numerosas revoltas. A mais importante destas revoltas foi a que se verificou no Cairo, a 21 de outubro, e foi reprimida com grande violência. Foi durante estes acontecimentos que o General Dubuy foi mortalmente ferido.

### Incursão na Palestina e na Síria

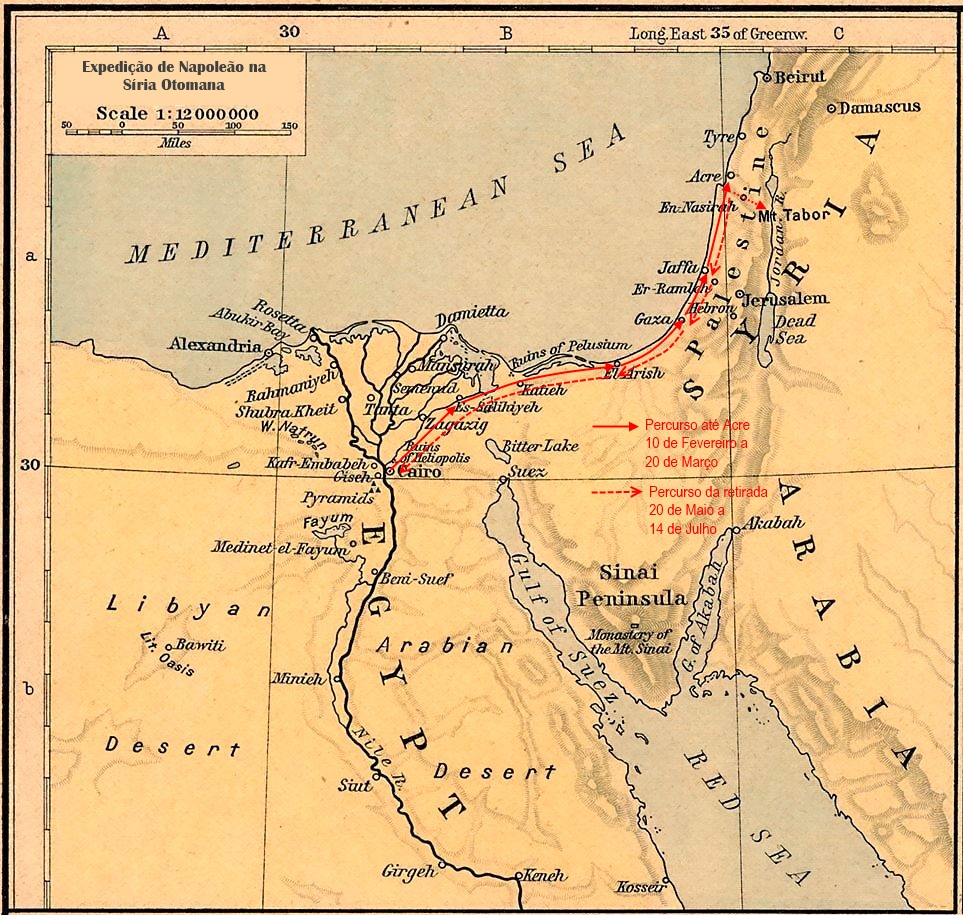
Itinerário da força expedicionária francesa na Campanha da Síria (1799).

Após a declaração de guerra do Império Otomano à França (2 de setembro), começou a ser organizado, na Síria, um exército turco, sob a orientação do seu governador, o Paxá Ahmed al-Jazzar. Navios de guerra ingleses podiam desembarcar este exército e outras tropas na costa do Delta do Nilo. Assim, Napoleão decidiu atravessar o Sinai e destruir o exército de Djezzar.
A Divisão de Reynier, que formou a guarda-avançada, partiu quinze dias mais cedo. Napoleão deixou o Cairo no dia 10 de fevereiro de 1799, quando a sua guarda avançada já tinha sido obrigada a suster o avanço frente a Alarixe. Napoleão juntou-se a Reynier no dia 17. No dia 20 de fevereiro, a guarnição do forte de Alarixe, formada por Turcos e Mamelucos, rendeu-se aos Franceses. A próxima etapa foi Gaza e em seguida Jafa, que foi conquistada a 7 de março, após ter oferecido três dias de resistência. Nesta cidade, os Franceses encontraram provisões que lhes foram de grande utilidade. Para além das baixas em combate, os Franceses tiveram então de enfrentar outra grande ameaça: a peste bubónica. Em Jafa foi montado um hospital para os militares que tinham apanhado esta doença. Os numerosos prisioneiros Turcos e locais, não podendo ser escoltados pelas tropas francesas, para não dispensarem mais homens, foram executados por ordem de Napoleão.

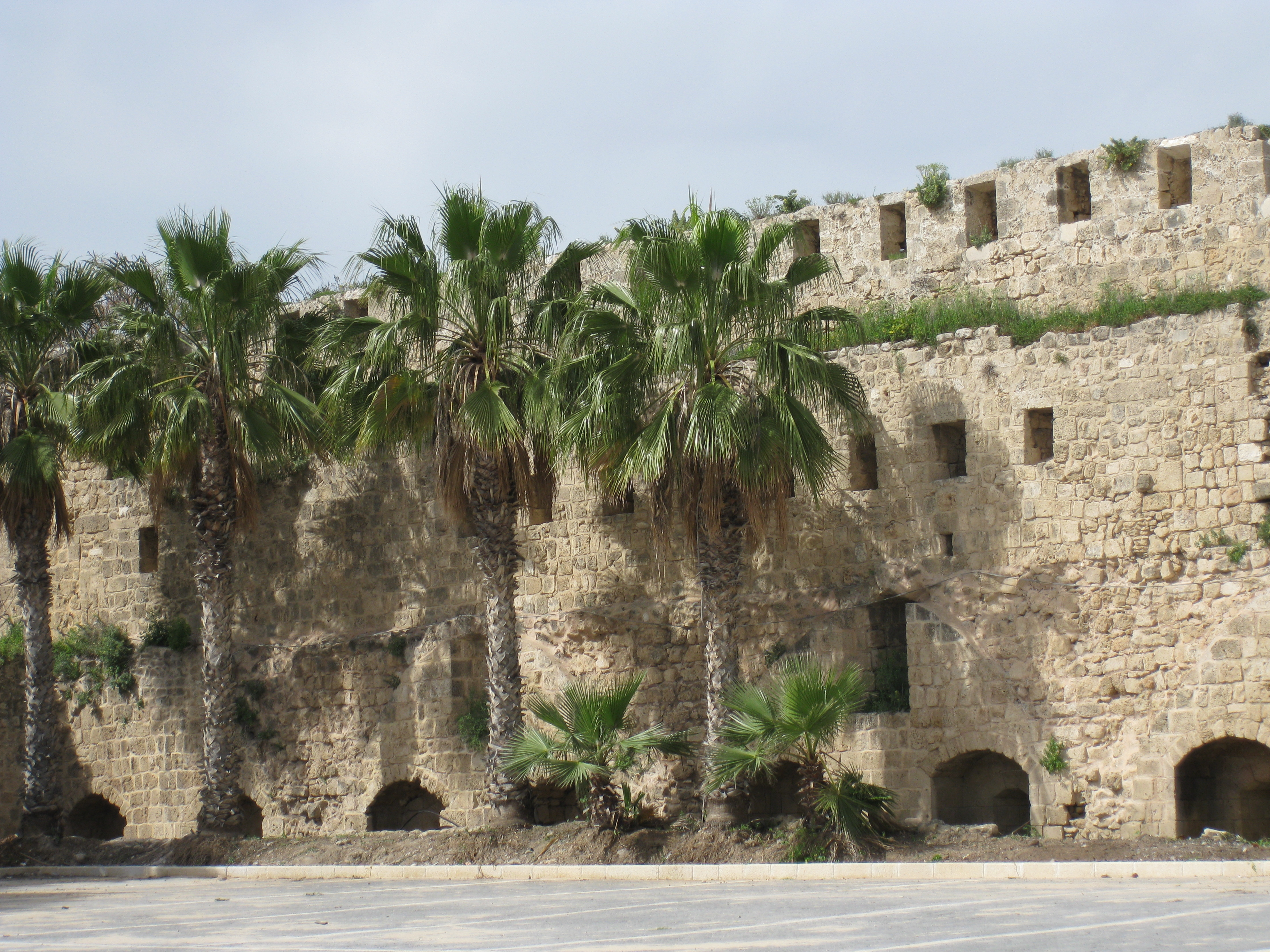
Muralhas de Acre.

No dia 17 de março, Napoleão chegou a Haifa e pôs cerco a Acre. A sua artilharia de cerco tinha sido enviada por mar e foi capturada pelos Britânicos, que apoiavam os Turcos em Acre. Os Franceses realizaram vários ataques a Acre, mas sem sucesso. O cerco prolongou-se até meados do mês seguinte. No dia 16 foi necessário enfrentar as forças vindas, de Damasco, em socorro da guarnição de Acre. Embora os Franceses as tenham derrotado, Napoleão teve de abandonar o cerco e regressar ao Egito, onde se esperava um desembarque de um exército turco, transportado pelos navios britânicos. No dia 20 de maio teve início a marcha para o Egito. Os doentes e feridos que não podiam acompanhar a marcha, acabaram massacrados pelos Turcos. Em Jafa, onde chegou no dia 24, deu ordens para ser administrada uma dose de veneno aos 50 homens que ali tiveram de permanecer devido à doença ou aos ferimentos. Depois, fez explodir as muralhas e continuou a retirada.
O exército de Napoleão entrou no Cairo a 14 de junho. Era um exército desmoralizado, em que já se verificavam graves problemas de disciplina. Dos 13 mil homens que tinham partido, regressaram menos de 10 mil e muitos estavam doentes.

### O final da campanha de Napoleão
Após o regresso ao Egito, Napoleão empenhou-se em reorganizar rapidamente o seu exército. Britânicos e Turcos preparavam uma ofensiva a Oriente (istmo de Suez) e um desembarque a Norte (costa mediterrânica). Napoleão escreveu ao Diretório a pedir reforços, mas sabia que os Britânicos dominavam o Mediterrâneo e a sua correspondência nem sempre chegava ao destino. Num despacho de 28 de junho de 1799, dirigido ao Diretório, Napoleão afirmava que, se não lhes fosse possível enviarem os socorros que ele solicitou, então seria necessário fazer a paz.
Murade Bei reapareceu. Os Franceses reagiram e as tropas mamelucas refugiaram-se novamente no Alto Egito. Sem capacidade para derrotar os Franceses, não deixavam de ser uma ameaça permanente, que os obrigava a dispersar forças. No dia 15 de julho, Napoleão teve conhecimento de que uma frota britânica, que transportava um exército turco, se aproximou da costa mediterrânica e decidiu ir ao seu encontro com o máximo de forças disponíveis. As tropas francesas reuniram-se em Rahmaneya e aguardaram até saberem onde se daria o desembarque. Entretanto, os Turcos desembarcam em Abukir, consolidam ali as suas posições e, dia após dia, foram reforçados. Napoleão decide passar ao ataque e, no dia 25 de julho, na Batalha de Abukir, as tropas turcas sofrem uma derrota esmagadora. Os sobreviventes refugiaram-se no forte e resistiram até 2 de agosto. O controle do Egito estava assegurado, para os Franceses, por mais algum tempo.
A instabilidade política em França agravava-se. O Diretório tinha cada vez mais dificuldade em controlar a situação. A Guerra da Segunda Coligação também não estava a correr a favor dos Franceses. Depois da Batalha de Abukir, Napoleão mandou preparar duas pequenas embarcações para o transportarem a ele e a alguns dos seus subordinados até França. No dia 14 de agosto, depois de entregar o comando do Exército do Oriente ao General Kléber, Napoleão partiu para França, onde chegou após uma viagem de seis semanas, em que conseguiu iludir a frota britânica. Napoleão desembarcou em Fréjus a 9 de outubro de 1799 e dirigiu-se para Paris, onde já tinham chegado as notícias da vitória em Abukir. Não teve qualquer escrúpulo em abandonar o seu exército no Egito. O seu objectivo agora era “salvar” a França, isto é, assumir o poder e ganhar a guerra (da Segunda Coligação). Mais tarde, poderia preocupar-se com as suas tropas no Egito.

### Contra-ofensiva turca e britânica
Após o General Kléber ter assumido o comando do Exército do Oriente, os Turcos voltaram a lançar uma ofensiva. No fim de outubro, perto de Damieta, os Britânicos apoiaram um desembarque de tropas turcas mas, no dia 1 de novembro, o General Verdier impôs-lhes uma derrota e obrigou-os a reembarcar. Dois meses mais tarde, a 22 de dezembro, os Turcos cercaram Alarixe e, ao fim de oito dias, a guarnição francesa rendeu-se. Foi assinada uma capitulação, mas as tropas turcas assaltaram o forte e massacram todos os que encontraram. Nesta luta, o paiol explodiu e provocou numerosos mortos e feridos. No final, não sobreviveram mais de 160 soldados franceses, que foram libertados no dia 15 de fevereiro de 1800. Depois destes acontecimentos, foram iniciadas negociações entre Franceses, Britânicos e Turcos e, a 28 de janeiro de 1800, a Convenção de Alarixe foi assinada pelos Franceses e pelos Turcos. Esta convenção obrigava os Franceses a abandonarem a parte oriental do Delta. Nesta região, o Exército do Oriente foi substituído por tropas turcas que, pouco a pouco, foram penetrando no Egito. Os Turcos ocuparam as cidades de Qatieh, Salaheya, Belbeis e Damieta. Uma guarda avançada turca, de 6 mil homens, estacionou a 15 Km do Cairo. O delegado do governo otomano, Maomé Aga, foi recebido por Kléber, a fim de estabelecerem os procedimentos de transferência da administração do território.

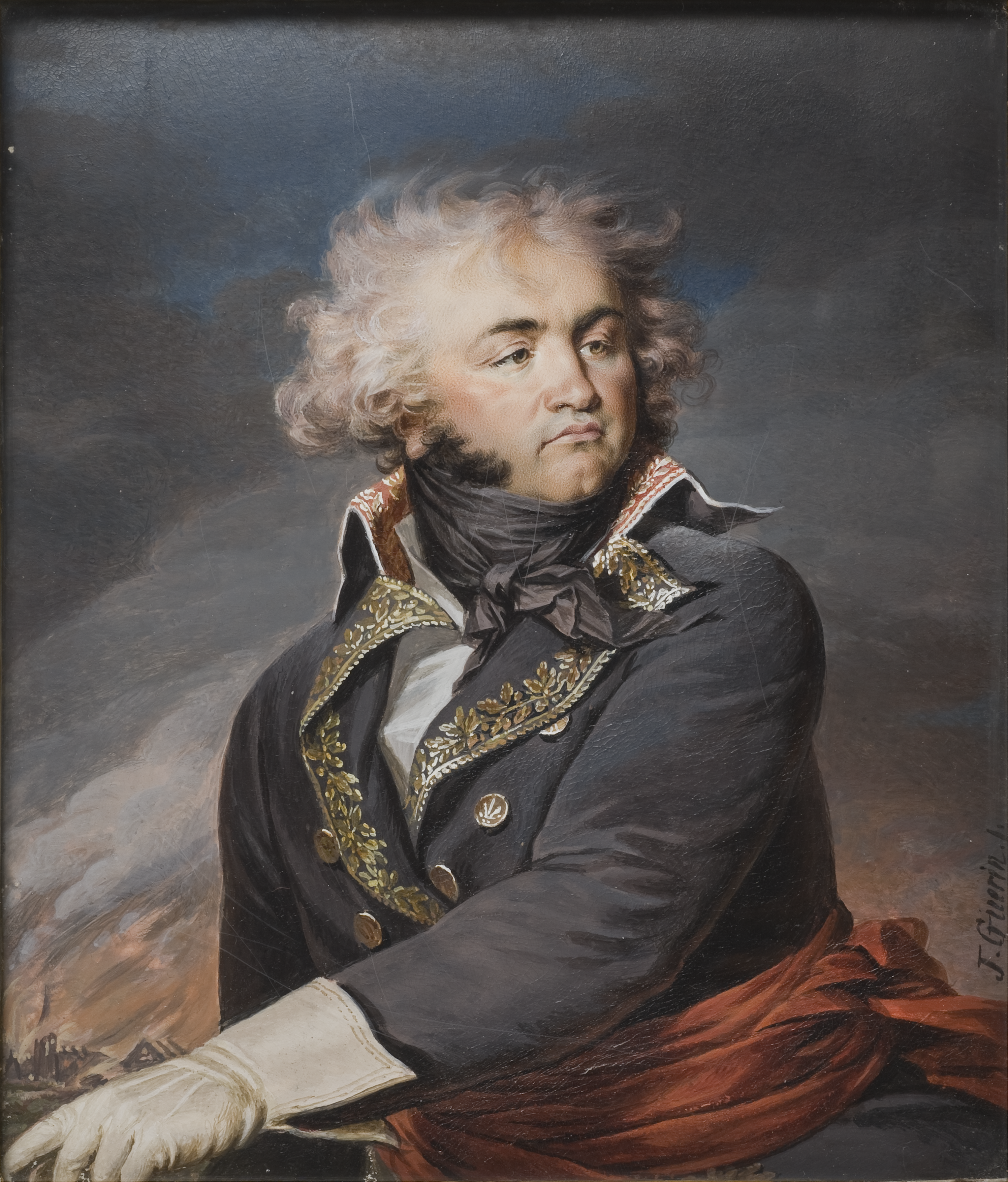
O General Jean-Baptiste Kléber substituiu Napoleão Bonaparte no comando do Exército do Oriente.

Reunida a assembleia egípcia, o divã, Maomé Aga apresentou duas decisões do Grão-Vizir: ele (Maomé Aga) ficou responsável pelas alfândegas e foi ordenada uma colecta para financiar a partida dos Franceses. Entretanto, pequenos grupos de soldados turcos foram entrando no Cairo. Comportavam-se como conquistadores e não como libertadores. O descontentamento aumentou e Kléber acabou, a 5 de abril, por conseguir um aliado: Murade Bei. Por outro lado, a Convenção de Alarixe não tinha sido assinada pelos Britânicos. Lord Keith, comandante em chefe das forças britânicas no Mediterrâneo, informou Kléber que o governo britânico só aceitaria uma capitulação das forças francesas no Egito se estas depusessem as armas, se entregassem como prisioneiros de guerra e entregassem aos Britânicos e Turcos todos os navios, munições e armas do porto e cidade de Alexandria. Kléber não conseguiu o apoio dos Turcos contra as pretensões britânicas e não aceitou estas condições. A 19 de Março, enviou uma carta ao Grão-Vizir, afirmando que a Convenção de Alarixe não podia ser aplicada e, portanto, deviam considerar-se em estado de guerra. No dia seguinte, cerca de 12 mil Franceses enfrentaram uma força de cerca de 40 mil Mamelucos, Beduínos e Fellahin na Batalha de Heliopolis ou de Matarieh, que foi uma vitória francesa. O Grão-vizir Youssef Pasha refugiou-se na Síria e uma parte das tropas turcas refugiou-se no Cairo.
Em muitas cidades, e especialmente no Cairo, surgiram revoltas, não só contra os Franceses, mas contra todos os Cristãos. O General Belliard reocupou Damieta e, de igual forma, foram reocupadas outras povoações. No dia 5 de abril, Kléber e Murade Bei fazem um acordo: o chefe Mameluco foi reconhecido como príncipe governador do Alto-Egito e, em troca, pagava um tributo à República Francesa. No dia 15 de abril foi feito um ataque a Bulaque, o porto do Cairo. No dia 18 foi feito o ataque ao Cairo. A resistência foi forte e as baixas elevadas. Quando terminaram os combates, mais de 400 casas estavam calcinadas. Yassouf Pasha e Ibraim Bei renderam-se no dia 20 de abril. Otomanos e Mamelucos evacuaram a cidade no dia 25 de abril. Dois dias depois, Kléber fez uma entrada triunfal no Cairo. No dia 14 de junho de 1800, no entanto, Kléber foi assassinado por um homem de 24 anos, Solimão, natural de Alepo.
Com a morte de Kléber, o comando do Exército do Oriente passou para o General Menou. Seguiu-se um período de paz, dedicado à reorganização civil e militar. As relações entre a sociedade egípcia e os Franceses melhoraram consideravelmente.

### As legiões locais do Egito
O Exército do Oriente perdeu regularmente parte dos seus efetivos, devido às baixas registadas em combate, mas também devido a doenças, especialmente a peste bubónica. Tinha, portanto, necessidade de ser reforçado, para não deixar baixar muito o seu potencial. No entanto, após a Batalha do Nilo, tornou-se muito difícil, ou até impossível, receber reforços de França. Por outro lado, o descontentamento que existia entre alguns elementos da população, relativamente ao governo dos Mamelucos ou dos Turcos, conduziu à formação de forças militares locais que integraram, desde setembro de 1798, o Exército do Oriente. Essas forças tinham origens muito diversas:
- Um corpo de Janízaros, comandados por Bartolomeu, o Grego;

- Uma companhia de Janízaros a cavalo;

- Uma legião grega, com algumas centenas de homens, sob comando de Nicolas Papas Oglou;

- Uma legião copta, sob comando do moallem Yaacoub; esta legião acompanhou Desaix na expedição ao Alto-Egito;

- Um corpo formado por antigos prisioneiros na Síria, albaneses e magrebinos;

- Um corpo de Cristãos de diversas origens, sob comando de um grego chamado Youssef Hamaoui;
- Autóctones que aceitaram servir nas forças francesas;

- Escravos negros do Sudão que, conforme a idade, serviam no exército francês como atiradores, ou outras tarefas menos exigentes.

### A retirada francesa
Depois do início da ofensiva turco-britânica que deu origem à Convenção de Alarixe, os Franceses tinham começado a fazer preparativos para abandonarem o Egito. No dia 5 de fevereiro de 1800, cerca de 40 elementos da Comissão das Ciências e das Artes deixaram o Cairo em direção à costa mediterrânica. Transportavam nas suas bagagens todos os seus papéis, coleções e muitos objetos, entre eles a Pedra de Roseta. Kléber esperava enviar este primeiro grupo num navio italiano. Apenas desejava manter em território Egípcio os engenheiros geógrafos, para estes terminarem a carta daquele território. O reacender das hostilidades, por não terem sido aceites as condições exigidas pelos Britânicos para a capitulação dos Franceses, obrigou a que se apressassem esses preparativos. No entanto, após o assassinato de Kléber (14 de Junho de 1800) e a assunção do comando pelo General Menou, houve um período de calma, que iria durar até ao início do ano seguinte. Menou não tinha intenção de retirar do Egito.
No dia 1 de Março de 1801, uma frota britânica aproximou-se de Alexandria. A notícia demorou três dias a chegar ao Cairo. O General Menou decidiu manter-se na capital. No dia 8 de Março, aproveitando uma situação meteorológica favorável, os Britânicos desembarcaram em Aboukir. Os Franceses tentaram oferecer resistência a este desembarque, mas foram derrotados no confronto que se deu nesse mesmo dia - referido em algumas obras como Segunda Batalha de Abukir. Após a batalha, os Britânicos cercaram a guarnição francesa do forte e dirigiram-se para Alexandria. No dia 13 de Março há um novo confronto na Batalha de Mandora, com uma derrota para os Franceses. Entretanto, Menou saiu do Cairo a 12 de Março, depois de confiar o comando ao General Belliard, e dirigiu-se para Alexandria, onde chegou a 19 de Março. Dois dias depois deu-se o confronto entre as forças francesas e britânicas, na Batalha de Canopo, com a derrota do exército francês.

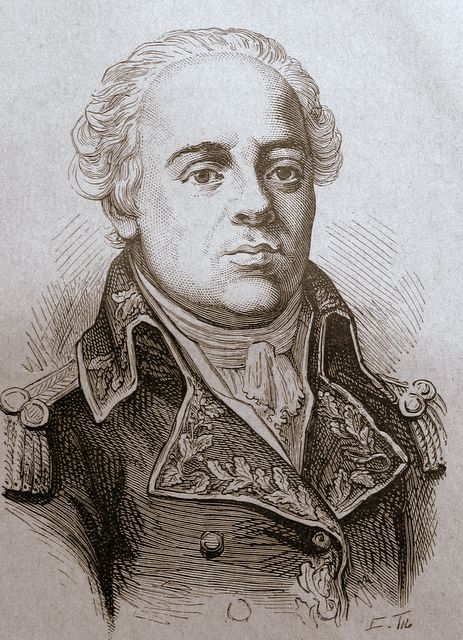
O General Jacques-François Menou substituiu o General Kléber após a morte deste em 14 de Junho de 1800.

No Cairo, a notícia da derrota levou Belliard a tomar medidas defensivas. Para além de muitos problemas, surgiu um surto de peste bubónica. Os franceses foram agrupados na cidadela e nos fortes. Para lá foram transportados todos os documentos do estado-maior e as coleções dos membros da Comissão das Ciências e das Artes. Cerca de 50 destes membros deixaram o Cairo no dia 6 de Batalha de Alexandria (1801) abril e dirigiram-se para Alexandria, a fim de embarcarem para França. Os britânicos avançaram lentamente, pois aguardavam reforços. No dia 8 de maio, um exército otomano, vindo da Síria, ocupou Belbeis. Tropas britânicas, vindas da Índia, desembarcaram em Qosseir e em Suez. Murade Bei morreu de peste e os Franceses não puderam contar com o apoio do seu sucessor. Britânicos e Otomanos organizaram o bloqueio ao Cairo. Os Franceses dispunham de cerca de 11 mil combatentes e víveres e munições para resistirem dois meses, mas Belliard não desejava manter uma situação que sabia estar perdida. Reuniu um conselho de guerra e a maioria dos intervenientes considerou que não seria razoável resistir.
Foi negociada uma capitulação, assinada em 27 de Junho de 1801, em termos mais favoráveis do que aqueles que o general Kléber tinha recusado. Nos termos do acordo estabelecido, os Franceses deviam abandonar o Cairo no espaço de 50 dias, com armas e bagagens. Seriam transportados para França em dez navios britânicos. Os habitantes do Egito que decidissem acompanhar os Franceses, eram livres de o fazer. No dia 14 de julho, cerca de 13 500 Franceses deixaram o Cairo, acompanhados de 438 Coptas, 221 Gregos e cerca de 100 Sírios e outros que tinham colaborado com eles. A urna do General Kléber foi colocada numa embarcação, com toda a solenidade. Estavam presentes todas as tropas disponíveis e foram executados tiros de salva de artilharia dos Franceses, dos Britânicos e dos Turcos.
Menou encontrava-se com as suas tropas em Alexandria, que pretendia defender a todo o custo. Os Britânicos, que cercavam a cidade, atacaram no dia 15 de agosto. Vários generais franceses pressionam Menou para capitular, mas ele decide resistir. No dia 28 reúne um conselho de guerra. Apenas 1/3 das tropas estava em condições de combater. A alimentação começava a faltar e as cisternas só possuíam água para vinte dias. No dia 26 de agosto foi pedido um armistício e foram negociadas as condições em que as tropas francesas, bem como os membros do Comité das Ciências e das Artes, regressavam a França. Menou foi o último a abandonar o Egito. Seguiu para França a bordo da fragata britânica Diane, no dia 17 de outubro de 1801.